# 路易·威登
路易·威登（法語：Louis Vuitton，法語發音：[lwi vɥitɔ̃]，1821年8月4日—1892年2月27日）是法国历史上的皮件设计师。他于1854年在巴黎开了以自己名字命名的第一间皮箱店。一个世纪之后，路易威登成為皮箱與皮件領域數一數二的品牌。路易·威登一直工作到70多岁，直至1892年去世。